# Persona non grata
En diplomàcia, una persona non grata (del llatí: «persona no grata» o «persona que no es benvinguda»; plural: personæ non gratæ; abreviat PNG) és una persona estrangera que el govern d'un país l'ha prohibit entrar o romandre al país en particular. Essent així anomenat, és la forma més greu de censura que un país pot aplicar als diplomàtics estrangers, que d'una altra manera estarien protegits per la immunitat diplomàtica de la detenció i altres tipus normals de processament.
L'oposat a persona non grata és persona grata.

## En diplomàcia
D'acord amb l'article 9 de la Convenció de Viena sobre relacions diplomàtiques, un Estat pot «en qualsevol moment, i sense haver d'explicar la seva decisió, declarar a qualsevol persona d'un cos diplomàtic persona non grata. Una persona així declarada és considerada inacceptable i normalment és requerida pel seu país d'origen perquè torni. Si no torna, l'Estat pot rebutjar reconèixer a la persona en qüestió com a membre de la missió».
Mentre que la immunitat diplomàtica protegeix als membres de les missions de les lleis civils i criminals, depenent del rang, d'acord amb els articles 41 i 42 de la Convenció de Viena, estan obligats a respectar les regulacions i lleis nacionals (entre altres coses).
La qualificació de persona non grata per part del govern, o de l'Estat, d'un país a algun, diversos o tots els integrants d'una legació diplomàtica d'un altre país pot ser, en el més greu dels casos, l'avantsala d'una declaració de guerra; però el més comú sol ser que l'acusació de persona non grata estigui assenyalant un estat de tensió diplomàtica entre els governs i / o estats en qüestió, o quan algun integrant de la legació diplomàtica estrangera és acusat d'espionatge (que es descriu com «activitats incompatibles amb l'estatus diplomàtic») o altres activitats que menyscaben la sobirania o els interessos del país amfitrió (per exemple la ingerència en els assumptes interns), per això eventualment pot ser considerat persona non grata a qualsevol integrant d'un servei diplomàtic que cometi faltes, contravencions o delictes al país amfitrió.
Per extensió es pot considerar persona non grata al subjecte o conjunt de subjectes que hi hagi comesos delictes (o qualsevol acte criminal obert, com el tràfic de drogues), especialment si els delictes són crims contra la humanitat sigui quina sigui la part del món en què s'haguessin comès o cometin; els delictes de crims contra la humanitat en el més lleu dels casos mereixen la qualificació de persona non grata, en casos extrems si els càrrecs són gravíssims (com en els casos de crims de guerra) la figura jurídica de persona non grata pot donar lloc a judicis que poden comportar fins a la pena capital per als acusats. El Tractat de Lausana de 1923 inclou la llista de 150 personæ non gratæ de Turquia, que va prohibir l'entrada d'un grup d'alts oficials de l'Imperi Otomà i al voltant d'altres 100 persones a Turquia, fins a la finalització d'aquest estat en 1938.
La violació d'aquests articles pot portar a la persona no grata ser «castigada». S'utilitza per expulsar els diplomàtics, també a sospitosos d'espionatge, o com un indicador simbòlic de disgust (per exemple, expulsió d'Itàlia del primer secretari egipci el 1984). L'anomenat «tit-for-tat» (represàlia equivalent, segons el qual són expulsats els ambaixadors dels països involucrats en una disputa) són intercanvis que s'han produït, sobretot durant la Guerra Freda i en els últims temps entre els Estats Units i Veneçuela. Una ocurrència notable fora de la Guerra Freda va ser un intercanvi entre els Estats Units i l'Equador en 2011; el govern equatorià va expulsar l'ambaixador dels Estats Units, com a resultat de la filtració de documents diplomàtics (WikiLeaks), i els Estats Units va respondre expulsant a l'ambaixador de l'Equador.

## Ús no diplomàtic

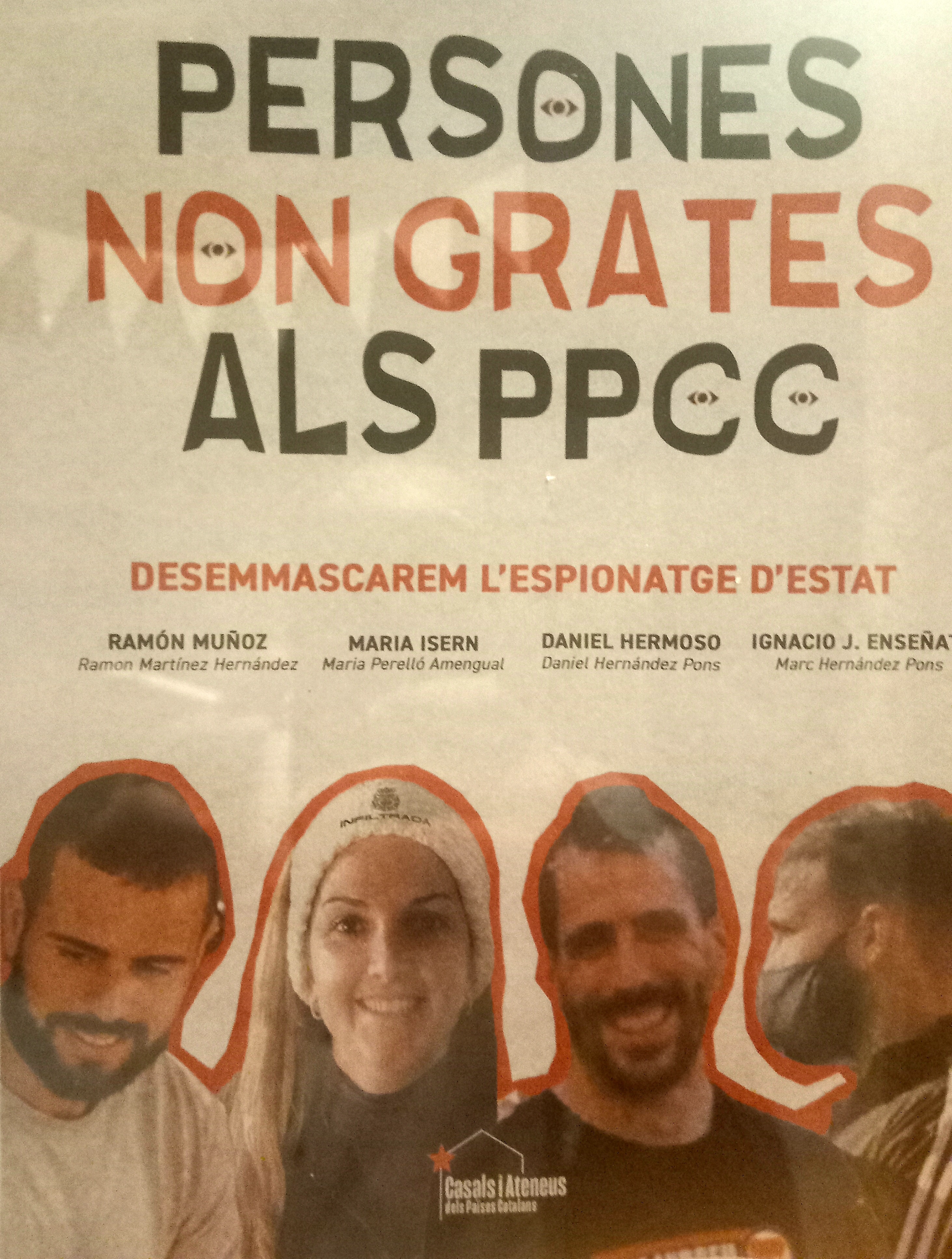
Cartell de denúncia del cas d'infiltració de policies espanyols en moviments socials dels Països Catalans dels anys 2020

En un ús no diplomàtic, qualificar algú com «persona non grata» no té cap conseqüència jurídica, inclús quan qui es pronuncia en aquest sentit és una Administració Pública, per la qual cosa tan sols vol dir que la persona non grata no resulta del grat dels membres de l'òrgan que van optar per aquesta distinció.
També s'utilitza aquesta expressió per a referir-se a una persona condemnada a l'ostracisme. Una persona així és per a tots els intents i propòsits culturalment rebutjada, de manera que és inexistent en el sentit figurat.
En els cercles policials, aquest terme s'aplica sovint a un oficial que trenca el silenci per a informar contra els seus companys oficials. Com a exemples es poden incloure a Frank Serpico, de la policia de Nova York, que en 1971 va testificar en contra dels seus companys oficials corruptes, i Ted Briseño, qui va testificar en contra dels seus companys, d'agents del LAPD, després de més de 20 anys de l'incident de Rodney King.
En un ús militar en particular, l'oficial de cavalleria James Hewitt va ser declarat persona non grata en les seves antigues casernes després que ell havia revelat que havia dormit amb Diana, princesa de Gal·les.

## Influència cultural

### Literatura
Persona non grata és una novel·la del xilè Jorge Edwards, que narra els tres mesos que, com a encarregat de negocis del govern de Salvador Allende, va passar l'autor a la Cuba revolucionària de l'any 1970. Segons Octavio Paz, 
«Aquest llibre un dels clàssics veritablement vibrants de la literatura llatinoamericana moderna ... Pot ser llegit com a testimoni o com a obra de ficció ... El seu llenguatge és una amalgama de les virtuts més difícils: la transparència amb la intel·ligència, la penetració més incisiva amb un somriure ...»
La valentia de Jorge Edwards en publicar aquest llibre el 1973 va concitar no només l'interès mundial, sinó que a més es va fer creditor d'una doble censura: l'obra va ser proscrita tant per l'esquerra com per la dreta. A més de trenta anys d'aquesta primera edició manté la seva vigència, i l'oberta hostilitat de Fidel Castro que no dubtava a encapçalar la seva llista de llibres més odiats amb Persona non grata.

### Cinema i televisió
Persona Non Grata és el nom d'un documental, dirigit per Oliver Stone en 2003, que retrata els conflictes entre israelians i palestins. Inclou entrevistes amb Ehud Barak (Primer ministre d'Israel), amb Iàssir Arafat (president de l'Autoritat Nacional Palestina) i amb diversos militants palestins.
Hi ha també una pel·lícula de Krzysztof Zanussi titulada Persona non grata (2005) La pel·lícula narra la història d'un diplomàtic polonès que, al costat d'un amic seu, es veu embolicat en intrigues polítiques en el marc de la Guerra Freda.

### Videojocs
En el videojoc de tir en primera persona Call of Duty: Modern Warfare 3, la tercera missió rep el nom de «Persona non grata», que es desenvolupa a l'Índia.
En el videojoc Assassins Creed Brotherhood, una missió de Cristina s'anomena «Persona non Grata».
En el videojoc The Sims 3, en les relacions hi ha la persona non grata (la diferència principal amb l'enemic és que amb l'enemic s'ha discutit, mentre que la persona no grata l'ha perjudicat de manera indirecta).